# Georges Le Bidois
Georges Le Bidois (* 1863; † nach 1938) war ein französischer Romanist, Literaturwissenschaftler und Sprachwissenschaftler.

## Leben und Werk
Le Bidois lehrte zuerst an der Oratorianerschule von Juilly. Er habilitierte sich 1900 in Paris mit den beiden Thèses De l'Action dans la tragédie de Racine (erschienen u. d. T. La vie dans la tragédie de Racine, Paris 1901; 9. Auflage 1929) und De comoedia et de nostratibus scenicis poetis quid judicaverit Bossuetius (Paris 1900). 1904 wurde er Professor für Französische Sprache und Literatur am Institut catholique de Paris.
Georges Le Bidois war der Vater des Romanisten Robert Le Bidois.

## Weitere Werke
- (Hrsg. mit Amédée Chauvin [* 1852]) La littérature française par les critiques contemporains, 2 Bde., Paris 1887-1895, zuletzt 1925.
- (Hrsg.) Théâtre choisi de Racine, Paris 1895; 24. Auflage Paris 1952.
- (Hrsg.) La Fontaine, Oeuvres choisies, Paris 1912; 3. Auflage 1918, 12. Auflage 1956.
- Les Idées morales dans la littérature française. L'honneur au miroir de nos lettres. Essais de psychologie et de morale, Paris 1919.
- (mit Robert Le Bidois) Syntaxe du français moderne. Ses fondements historiques et psychologiques, 2 Bde., Paris 1935-1938; 2. Auflage 1967 (1324 Seiten).